# مارتا کولیج
مارتا کولیج (انگلیسی: Martha Coolidge؛ زادهٔ ۱۷ اوت ۱۹۴۶) تهیه‌کننده و کارگردان اهل ایالات متحده آمریکا است. وی از سال ۱۹۷۲ میلادی تاکنون مشغول فعالیت بوده‌است.

## بخشی از فیلمشناسی

### سینمایی
- دره دختر (۱۹۸۳)
- لباس ساده (۱۹۸۸)
- رز پریشان (۱۹۹۱)
- سه آرزو (۱۹۹۵)
- شاهزاده و من (۲۰۰۴)
- دختران مادی (۲۰۰۶)

### تلویزیونی
- سکس و شهر (۲۰۰۲)
- سی‌اس‌آی (۲۰۰۶)
- علف (۲۰۰۷)
- غیب‌گو (۲۰۰۷)
- شیفت شب (۲۰۱۴)
- خانم وزیر (۲۰۱۴)